# Церковь Иоанна Предтечи (Волгоград)
Храм Святого Пророка Иоанна Предтечи — первая церковь города Царицына (ныне Волгоград). 2 июля 1589 года строительство Царицынской крепости казаками началось с возведения деревянной церкви во имя Святого Иоанна Предтечи.
Постройка сгорела через 10 лет после строительства, воссоздана в 1615 году. В 1664 году церковь была перестроена в каменную, став первым каменным сооружением Царицына. Во время захвата разинцами Царицына в 1670 году церковь продолжала действовать. В 1704 году построен новый храм типичного для того времени пошиба — «восьмерик на четверике».
Царь-реформатор Пётр I посещал данную церковь. В конце 1722 года приказом Петра к церкви был пристроен придел. В царствование Екатерины II Иоанно-Предтеченская церковь становится приходской церковью.
С приходом советской власти ситуация для храма ухудшилась. Его утварь в 1922 году была изъята. В 1932 году у храма отобрали даже колокола и иконы, а 27 февраля было решено закрыть церковь. 3 апреля 1932 года храм был взорван. На его месте построили ресторан. Во время Сталинградской битвы в 1942 году немцы использовали фундамент храма для одного из своих дотов.
В 90-е годы XX века было принято решение о восстановлении храма. 10 сентября 1995 года была произведена закладка и освещение места под строительство храма. В 2000 году храм был открыт. Первая литургия была отслужена в новом храме на Пасху 2001 года. Её совершил иерей Олег Кириченко. Настоятелем храма является лично сам Преосвященный Митрополит Волгоградский и Камышинский Герман. Служащий священник — протоиерей Олег Кириченко.
Эскиз росписи храма подготовил Заслуженный художник Российской Федерации Андрей Выстропов. Роспись так и не была реализована.